# Rachias dolichosternus
Espèce
Synonymes
- Diplura dolichosterna Mello-Leitão, 1938

Rachias dolichosternus est une espèce d'araignées mygalomorphes de la famille des Pycnothelidae.

## Distribution
Cette espèce est endémique de Santa Catarina au Brésil,. Elle se rencontre vers Lagoa do Norte.

## Description
Le mâle holotype mesure 12 mm.

## Systématique et taxinomie
Cette espèce a été décrite sous le protonyme Diplura dolichosterna par Mello-Leitão en 1938. Elle est placée dans le genre Rachias par Raven en 1985.

## Publication originale
- Mello-Leitão, 1938 : « Um genero e sete especies novas de aranhas. » Memórias do Instituto Butantan, vol. 11, p. 311-317.